# Millvale (Pennsylvania)
Millvale  è un borough degli Stati Uniti d'America, nella contea di Allegheny nello Stato della Pennsylvania. Secondo il censimento del 2010 la popolazione è di 3.744 abitanti.

## Società

### Evoluzione demografica
La composizione etnica vede una prevalenza della razza bianca ( 92,4%) seguita da quella afroamericana (3,7%) e quella ispanica (1,4%), dati del 2010.